# Pachyprosopis melanognathus
Pachyprosopis melanognathus är en biart som beskrevs av Exley 1976. Pachyprosopis melanognathus ingår i släktet Pachyprosopis och familjen korttungebin. Inga underarter finns listade i Catalogue of Life.

## Bildgalleri

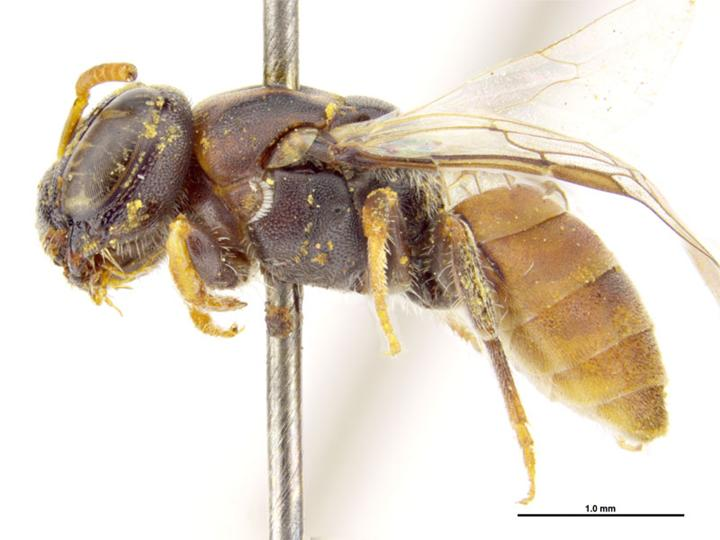
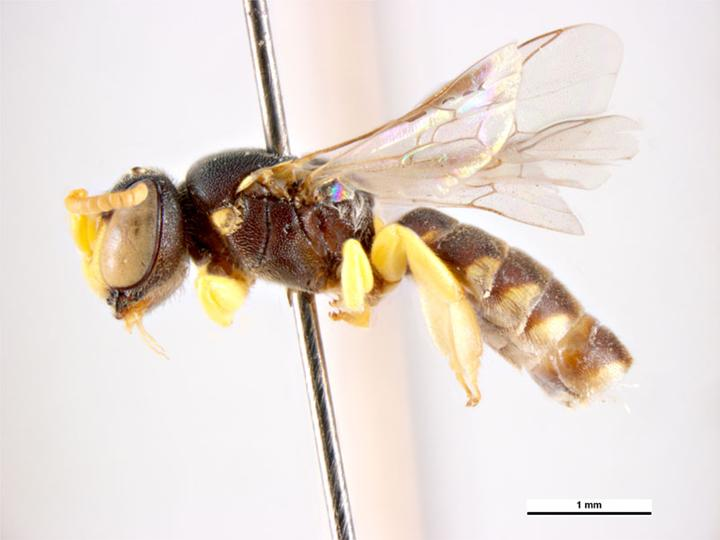